# Toyota Sports 800
Toyota Sports 800 – sportowy samochód osobowy produkowany przez japońską firmę Toyota w latach 1965–1969. Dostępny jako 2-drzwiowe coupé lub 2-drzwiowy roadster. Do napędu używano silników B2 o pojemności 0,8 litra. Moc przenoszona jest na oś tylną poprzez 4-biegową manualną skrzynię biegów.

## Dane techniczne

### Silnik
- B2 0,8 l (791 cm³), 2 zawory na cylinder, OHV
- Układ zasilania: gaźnik
- Średnica cylindra × skok tłoka: 83,10 mm × 72,90 mm
- Stopień sprężania: 9,0:1
- Moc maksymalna: 45 KM (33 kW) przy 5400 obr./min
- Maksymalny moment obrotowy: 66 N•m przy 3800 obr./min

### Osiągi
- Przyspieszenie 0-100 km/h: b/d
- Prędkość maksymalna: 156 km/h